# صنعت ضبط صدای بریتانیا

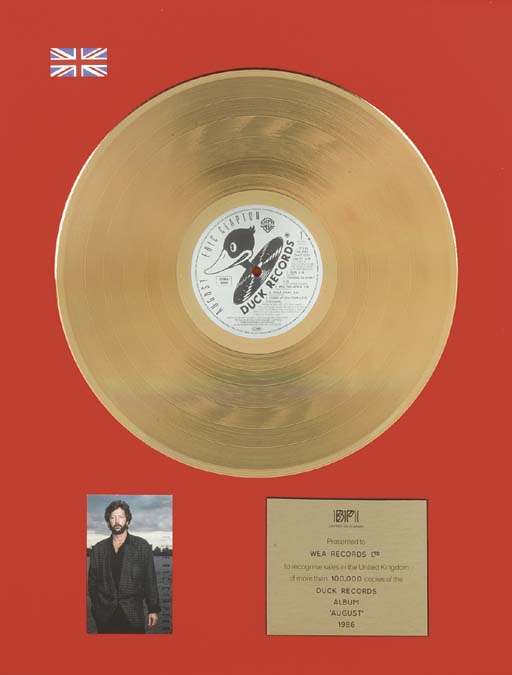
گواهی طلا جایزه فروش برای آلبوم "آگوست" اریک کلاپتون است. به پاس فروش بیش از 100000 نسخه در بریتانیا.

صنعت ضبط صدای بریتانیا (به انگلیسی: British Phonographic Industry) (بی‌پی‌آی) نام اتحادیه ضبط بریتانیا است.

## ساختار
اعضای بی‌پی‌آی شامل تمامی ناشران موسیقی از جمله چهار ناشر اصلی موسیقی بریتانیا(ای‌ام‌آی،گروه موسیقی وارنر،سونی میوزیک و گروه موسیقی یونیورسال) می‌شود و اعضای همکار مانند تولیدکنندگان،پخش‌کنندگان و صدها کمپانی عرضه‌کننده موسیقی مستقل و تعداد زیادی لیبل موسیقی را دربر می‌گیرد.

## تاریخچه
این گروه اهداف و خواسته‌های شرکت‌های ضبط موسیقی بریتانیا را دنبال می‌کند و از سال ۱۹۷۳ که بی‌پی‌آی شکل گرفته اصلی‌ترین هدف آن مبارزه برای کپی‌رایت است.

### جایزه‌ها
جایزه سالانه بریت برای صنعت موسیقی و همچنین جایزه مرکوری برای بهترین آلبوم سال زیر نظر بی‌پی‌آی است .در سال ۲۰۰۸ بی‌پی‌آی یکی از اعضای بنیان‌گذار یوکی میوزیک که اهداف تمامی قسمت‌های صنعت موسیقی را دنبال می‌کند شد.

## گواهی‌های فروش
گواهی‌های فروش بی‌پی‌آی برای موسیقی‌هایی است که در بریتانیا منتشر می‌شود و بسته به نوع موسیقی تفاوت دارد.همچنین برای دسترسی به این خدمات ناشر می‌بایست مبلغی به بی‌پی‌آی پرداخت کند.
| قالب         | حالت   | حالت   | حالت   |
| قالب         | نقره   | طلا    | پلاتین |
| ------------ | ------ | ------ | ------ |
| آلبوم        | ۶۰۰۰۰  | ۱۰۰۰۰۰ | ۳۰۰۰۰۰ |
| تک‌آهنگ       | ۲۰۰۰۰۰ | ۴۰۰۰۰۰ | ۶۰۰۰۰۰ |
| موزیک دی‌وی‌دی | —      | ۲۵،۰۰۰ | ۵۰،۰۰۰ |